# 1390
| [ Edytuj tabelę ]                          |                                                                                    |
| Król Polski                                | - 1384 Jadwiga Andegaweńska 1399 - 1386 Władysław II Jagiełło 1434                 |
| Współksiążęta Andory                       | - 1388 Galcerà de Vilanova 1396 - 1343 Gaston III 1391                             |
| Król Anglii                                | - 1377 Ryszard II 1399                                                             |
| Król Aragonii i Walencji, hrabia Barcelony | - 1387 Jan I Myśliwy 1396                                                          |
| Władca Azteków                             | - 1376 Acamapichtli 1395                                                           |
| Elektor Brandenburgii                      | - 1388 Jodok z Moraw 1411                                                          |
| Książę Bawarii-Ingolstadt                  | - 1375 Stefan III 1413                                                             |
| Książę Bawarii-Landshut                    | - 1375 Fryderyk 1393                                                               |
| Książę Bawarii-Monachium                   | - 1375 Jan II 1397                                                                 |
| Książę Burgundii                           | - 1364 Filip II Śmiały 1404                                                        |
| Cesarz Bizancjum                           | - 1379 Jan V Paleolog 1390 - 1390 Jan VII Paleolog 1390 - 1390 Jan V Paleolog 1391 |
| Car Bułgarii                               | - 1371 Iwan Szyszman 1393 - 1356 Iwan Stracimir 1396                               |
| Cesarz Chin                                | - 1368 Hongwu 1398                                                                 |
| Król Cypru                                 | - 1382 Jakub I 1398                                                                |
| Król Czech                                 | - 1378 Wacław IV Luksemburski 1419                                                 |
| Król Danii                                 | - 1387 Małgorzata I 1412                                                           |
| Władca Egiptu                              | - 1389 As-Salih al-Mansur Hadżdżi 1390 - 1390 Barkuk 1399                          |
| Cesarz Etiopii                             | - 1382 Dawid I 1413                                                                |
| Król Francji                               | - 1380 Karol VI 1422                                                               |
| Król Gruzji                                | - 1360 Bagrat V Wielki 1393                                                        |
| Hrabia Holandii                            | - 1358 Albert 1404                                                                 |
| Cesarz Japonii                             | - 1383 Go-Kameyama 1392                                                            |
| Kalif                                      | - 1389 Al-Mutawakkil I 1406                                                        |
| Król Kastylii i Leónu                      | - 1379 Jan I 1390 - 1390 Henryk III Chorowity 1406                                 |
| Patriarcha Konstantynopola                 | - 1389 Antoni IV 1390 - 1390 Makary 1391                                           |
| Władca Korei                               | - 1389 Kongyang 1392                                                               |
| Wielki książę litewski                     | - 1382 Jagiełło 1400                                                               |
| Cesarz Majapahitu                          | - 1389 Wikramawardhana 1429                                                        |
| Sułtan Maroka                              | - 1387 Abu al-Abbas Ahmad 1393                                                     |
| Książę Mediolanu                           | - 1378 Giovanni Galeazzo 1402                                                      |
| Wielki książę moskiewski                   | - 1389 Wasyl I 1425                                                                |
| Król Nawarry                               | - 1387 Karol III Szlachetny 1425                                                   |
| Król Norwegii                              | - 1387 Małgorzata I 1412                                                           |
| Elektor Palatynatu                         | - 1356 Ruprecht I 1390 - 1390 Ruprecht II 1398                                     |
| Papież awinioński                          | - 1378 Klemens VII 1394                                                            |
| Papież                                     | - 1389 Bonifacy IX 1404                                                            |
| Król Portugalii                            | - 1385 Jan I 1433                                                                  |
| Cesarz Rzymski (niemiecki)                 | - 1378 Wacław IV Luksemburski 1400                                                 |
| Kapitanowie Regenci San Marino             | - 1390 Gozio di Mucciolino Bartolino di Antonio 1390                               |
| Książę Serbii                              | - 1389 Stefan IV Lazarević 1402                                                    |
| Elektor Saksonii                           | - 1388 Rudolf III Saski 1419                                                       |
| Król Szkocji                               | - 1371 Robert II 1390 - 1390 Robert III Stewart 1406                               |
| Król Szwecji                               | - 1389 Małgorzata 1412                                                             |
| Król Tajlandii                             | - 1388 Ramesuan 1395                                                               |
| Sułtan Turków                              | - 1389 Bajazyd I 1402                                                              |
| Doża Wenecji                               | - 1382 Antonio Veniero 1400                                                        |
| Król Węgier                                | - 1382 Maria Andegaweńska 1395 - 1387 Zygmunt Luksemburski 1437                    |
| Wielki mistrz zakonu krzyżackiego          | - 1382 Konrad Zöllner von Rotenstein 1390                                          |

Rok 1390 / MCCCXC
stulecia: XIII wiek ~
XIV wiek ~
XV wiek

lata: 1380 «
1385 «
1386 «
1387 «
1388 «
1389 «
1390
» 1391
» 1392
» 1393
» 1394
» 1395
» 1400

## Wydarzenia w Polsce
- luty – oddziały Władysława Jagiełły opanowały Brześć i Kamieniec[1]
- marzec-kwiecień – oblężenie Starego Zamku w Grodnie zakończone jego zdobyciem przez wojska Władysława Jagiełły[1]
- 2 września – król Władysław Jagiełło nadał księciu mazowieckiemu Januszowi I Starszemu ziemię drohicką, mielnicką i bielską wraz z grodami Drohiczyn, Mielnik, Bielsk, Suraż i wszystkimi wsiami w tych włościach[1]
- fundacja kościoła Św. Krzyża na Kleparzu przez Jadwigę i Władysława Jagiełłę oraz sprowadzenie z Pragi benedyktynów kultywujących liturgię słowiańską i piśmiennictwo w głagolicy

## Wydarzenia na świecie
- 19 kwietnia – Robert III Stewart został królem Szkocji.
- 29 października – pierwszy w Paryżu proces o czary.
- 11 listopada – książę Witold Kiejstutowicz i Krzyżacy rozpoczęli nieskuteczne oblężenie zamku w Wilnie, bronionego przez Skirgiełłę i rycerstwo polskie. W trakcie oblężenie zabity został przez Krzyżaków brat Jagiełły Korygiełło.

- W czasie studiów w Pradze Stanisław ze Skarbimierza napisał cykl kazań Sermones super „Gloria in excelsis”.

## Urodzili się
- 23 lub 24 czerwca – Jan Kanty, polski duchowny katolicki, święty (zm. 1473)
- 27 grudnia - Anna Mortimer, angielska arystokratka (zm. 1411)

- Data dzienna nieznana:
  - Piotr Regalado, hiszpański franciszkanin, mistyk, święty katolicki (zm. 1456)
  - Piotr z Città di Castello, włoski dominikanin, błogosławiony katolicki (zm. 1445)

## Zmarli
- 19 lutego – Ruprecht I Wittelsbach, palatyn reński (ur. 1309)[2]
- 20 marca – Aleksy III Komnen, cesarz Trapezuntu (ur. 1338)
- 27 marca – Jadwiga Żagańska, żona Kazimierza Wielkiego
- 19 kwietnia – Robert II, król Szkocji (ur. 1316)
- 20 sierpnia – Konrad Zöllner von Rotenstein, wielki mistrz zakonu krzyżackiego (ur. ?)